# Talamanca Természetvédelmi Terület
A Talamanca Természetvédelmi Terület Costa Rica és Panama közös világörökségi helyszíne. A Costa Ricán végighúzódó, hegygerinc az egyetlen olyan területe Közép-Amerikának, ahol a negyedkorban bekövetkezett eljegesedés nyomai megtalálhatók. A Kordillerák részét képező Talamanca-hegység Közép-Amerika legmagasabb és legősibb nem vulkanikus eredetű hegyvonulata. A 8000 négyzetkilométeres természetvédelmi terület nagyobbik felét a 25000 évvel ezelőtti utolsó jégkorszak óta trópusi esőerdő borítja, ami azóta zavartalanul fejlődik. A táj változatos, megtalálható benne síkvidéki trópusi esőerdő, köderdő, szubalpesi bozótos, tölgyerdő, lápvidékek, jégkorszaki tavak, és magaslati mocsarak. Állat- és növényvilága rendkívül változatos, ez köszönhető a többféle éghajlatnak, a változó tengerszint feletti magasságnak (a park legmagasabb pontjai 3800 méter fölött vannak), valamint annak, hogy Észak- és Dél-Amerika találkozási pontjánál helyezkedik el. Az állatok közül 200 emlősfaj megtalálható itt, köztük Amerika összes vadmacska fajtája többek között a puma, a párducmacska és a jaguarundi, a puma közeli rokona. A park területe már évezredek óta lakott, de tervszerű régészeti feltárást eddig keveset végeztek. Jelenleg a Panama és Costa Rica közötti együttműködés eredményeként a bennszülött teribe, guaymi bribi és cabécar törzsek mintegy 10000 tagja él a védett területen őseik hagyományos életmódját folytatva.
A Talamanca-La Amistad hegységben az utóbbi évek folyamán egy nemzeti parkot, valamint természeti bioszféra és indián rezervátumok egész sorát hozták létre.

## Nemzeti park

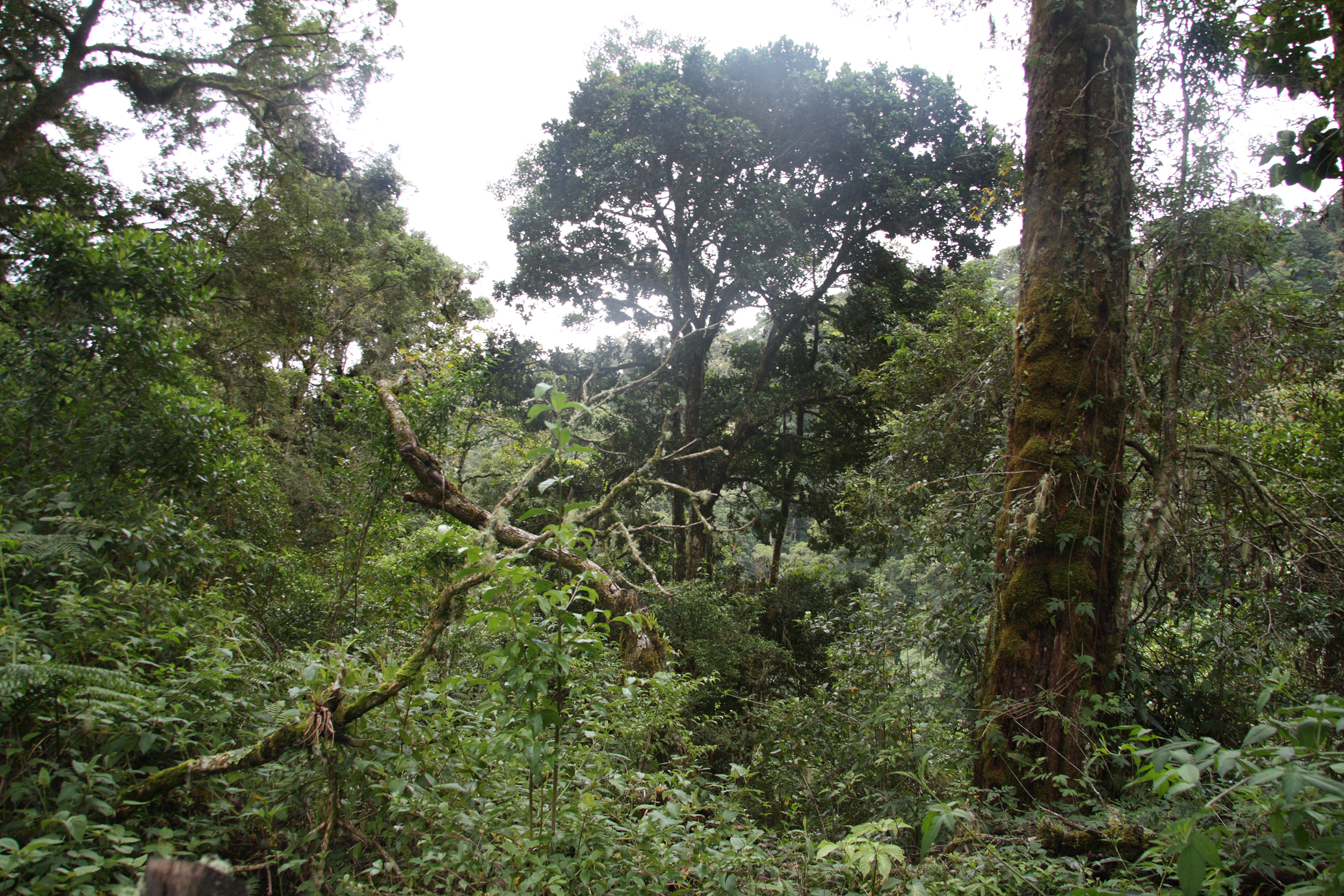
A park erdeje

A Talamanca-hegységben lévő két, egymással szomszédos terület, a Chirripó és a La Amistad Nemzeti Park Costa Rica legváltozatosabb biológiai régiója. Puszták, mocsarak, eső- és köderdők váltják egymást a különböző magassági szinteken, melyeket az utolsó jégkorszakból, mintegy 25-30 ezer évvel ezelőttről fennmaradt kicsiny gleccservölgyek, morénák, gleccsertavak és gleccserek szakítanak meg.

## Indián rezervátumok
A régészeti leletek tanúsága szerint az ember több tízezer éve jelent meg ezen a tájon, a jelentősebb kultúrák i.sz. 500 körül születtek. A spanyol hódítás idején még számos indián törzs élt a Talamanca-hegységben, de a háborúk és az európaiak által behurcolt betegségek megtizedelték a lakosságot. Napjainkban mintegy tízezer indián őslakos él a térségben
található hét rezervátumban. A legjelentősebb törzs a bribri, a cabecar, a brunca és a guaymi. Noha ezek az őslakos népcsoportok különböző kultúrák hatásainak voltak kitéve az utóbbi négyszáz év folyamán, megőrizték nyelvüket, szokásaik többségét, és eredeti életmódjukat.